# Orania
Orania és una localitat de Sud-àfrica fundada i formada exclusivament per bòers. Es troba a la vora del riu Orange, a la regió de Karoo, a la província del Cap Septentrional. Està dividida en dues meitats per la carretera R369, i es troba a 871 quilometres (541 mi) de Ciutat del Cap i a 680 quilometres (420 mi) de Pretòria. El seu clima és semiàrid i les persones no bòers no poden viure ni treballar a Orania.
La ciutat va ser fundada amb l'objectiu de crear una fortalesa per al grup minoritari bòer, la llengua afrikaans i la seva cultura mitjançant la creació d'un estat afrikàner conegut com a Volkstaat. Orania és considerada com un intent de reviure l'apartheid, encara que la comunitat ho nega. Viure a la ciutat requereix dedicació, i l'acceptació depèn de ser afrikàner, demostrar fluïdesa en l'afrikaans, no tenir antecedents penals i compartir els valors i els objectius de la comunitat. El calvinisme és un aspecte important de la cultura local. Tot i que el govern sud-africà ha declarat que s'oposa a la idea d'una comunitat només per a blancs, en general ha ignorat la ciutat.
La seva economia està enfocada a l'autosuficiència i es basa en gran manera en l'agricultura, sobretot en les nous del pacaner. Orania imprimeix els seus propis cupons semblants als diners que es poden utilitzar per a comprar a les seves botigues i manté l'últim consell representatiu de transició a Sud-àfrica, però no rep finançament estatal. La ciutat ha perseguit la independència energètica principalment mitjançant l'energia solar, ha construït el seu propi sistema de tractament d'aigües residuals i ha experimentat amb la introducció de la seva pròpia criptomoneda com a reemplaçament dels diners en efectiu. L'any 2022 l'abocador d'Orania va ser l'únic a la regió del Cap Septentrional que complia totalment les regulacions mediambientals i sanitàries del govern.
Dos presidents sud-africans l'han visitat: Nelson Mandela el 1995 i Jacob Zuma el 2010. La ciutat també ha rebut visites de líders dels pobles xosa i tsuana. Orania ha crescut amb un creixement de la població anual que es va estimar en un 10% el 2019. La població va augmentar un 55% fins a 2.500 des del 2018 fins a mitjan 2022, i fins a 2.800 el juliol del 2023. L'any 2023, l'ajuntament volia que la població arribés a 10.000 habitants el més aviat possible.

## Ideologia
L'objectiu declarat dels fundadors d'Orania era la preservació de l'herència cultural afrikàner i la selfwerksaamheid («autosuficiència»). Tots els treballs, des de la direcció fins al treball manual, els fan bòers, i les persones que no ho són no poden viure-hi ni treballar-hi. La filosofia monoètnica de la ciutat rebutja el concepte de baasskap, on la minoria blanca explotava la mà d'obra negra per a obtenir beneficis econòmics, a favor d'un model d'autosuficiència estricte afrikàner.
Els crítics acusen les autoritats de la ciutat de rebutjar el concepte de la «Nació de l'Arc de Sant Martí» i d'intentar recrear la Sud-àfrica de l'era de l'apartheid dins d'un etnoestat blanc. Els residents argumenten que volen preservar el seu propi patrimoni cultural afrikàner i protegir-se de la criminalitat de Sud-àfrica.

## Història
La regió d'Orania ha estat habitada des de fa uns 30.000 anys, quan les societats caçadores i recol·lectores de l'edat de pedra hi vivien un estil de vida nòmada. Diversos gravats indiquen la presència del poble san, que va romandre-hi com a principal grup cultural fins a la segona meitat del segle xvii amb l'arribada dels exploradors europeus i els griqua. El primer indici de la presència d'afrikàners a Orania data de 1762. A principis del segle xix, molts ramaders es desplaçaven estacionalment a través del riu Orange a la recerca de millors pastures. Un mapa de Rawstone de 1842 mostra la granja Vluytjeskraal, sobre la qual més endavant es construiria Orania. El primer habitant conegut del que avui és Orania va ser Stephanus Ockert Vermeulen, que va comprar la granja el 1882.
El Department of Water Affairs va fundar la ciutat com a Vluytjeskraal el 1963 per allotjar els treballadors que estaven construint els canals de reg connectats a la presa de Vanderkloof. Formava part d'un pla més gran per a portar aigua a les àrees centrals semidesèrtiques de Sud-àfrica. També es van establir altres ciutats de construcció comparables com Vanderkloof i Oviston. El Department of Water Affairs va canviar el nom a Orania, una variació de la paraula afrikaans oranje, referida al riu proper, després que fos elegit en un concurs. El 1965 era la llar de 56 famílies. Els treballadors coloured que van participar en el projecte de construcció vivien en una zona separada anomenada Grootgewaagd. Després d'acabar la presa, la majoria dels treballadors es van traslladar, la ciutat va caure en l'oblit durant la dècada del 1980 i el Department of Water Affairs va abandonar completament Orania el 1989.
La idea que els afrikàners haurien de concentrar-se en una regió limitada de Sud-àfrica va ser difosa per primera vegada per l'Oficina Sud-africana d'Afers Racials (SABRA) el 1966. A la dècada del 1970, SABRA va defensar la idea de transformar Sud-àfrica en una comunitat, on diferents grups de població es desenvoluparien paral·lelament entre si. En aquell moment, els afrikàners van donar suport a la política de bantustans, que destinava 174,307 quilometres quadrats (67,300 sq mi) per als 15 milions de negres africans que llavors vivien a Sud-àfrica.

Bantustans a Sud-àfrica

El maig de 1984 es va establir l'Afrikaner Volkswag, una organització fundada per Carel Boshoff, un teòleg de dretes i gendre de l'antic primer ministre sud-africà Hendrik Verwoerd. L'objectiu de l'Afrikaner Volkswag era posar en pràctica les idees del SABRA. Boshoff considerava condemnats al fracàs els plans contemporanis del govern del Partit Nacional per a mantenir el control mitjançant reformes limitades. Creient que el govern de la majoria negra no es podia evitar, va donar suport a la creació d'un estat més petit i separat per a la nació afrikàner.
El 1988, Boshoff va fundar l'Afrikaner-Vryheidstigting («Fundació per la Llibertat Afrikàner») o Avstig. Els principis fundacionals de l'Avstig es basaven en la creença que com que el govern de la majoria negra era inevitable i el govern de la minoria europea moralment injustificable, els afrikàners haurien de formar la seva pròpia nació, o Volkstaat, en una part més petita de Sud-àfrica. Orania pretenia ser la base del Volkstaat, que vindria a existir un cop un gran nombre d'afrikàners es traslladessin a Orania i altres «punts de creixement» d'aquest tipus, i finalment inclouria les ciutats de Prieska, Britstown, Carnarvon, Williston i Calvinia, arribant a la costa oest.

Volkstaat proposat per l'Avstig i el Freedom Front Plus

El 23 d'abril de 1994, el Freedom Front Plus, el Congrés Nacional Africà i el Partit Nacional van signar l'Acord sobre l'autodeterminació afrikàner, fet que va portar a l'article 235 de la Constitució de Sud-àfrica, que garanteix el dret a l'autodeterminació dels grups culturals.
Els plans de Boshoff excloïen l'àrea de les Repúbliques Bòers que abasten el cor econòmic de Sud-àfrica i gran part dels seus recursos naturals, en lloc de centrar-se en una zona econòmicament subdesenvolupada i semidesèrtica al nord-oest del Ciutat del Cap. Aquest estat desèrtic, Orandeë, per la seva inhospitalitat no seria temut ni cobejat pel govern sud-africà. Els defensors de la idea van admetre que aquest model exigiria importants sacrificis econòmics als afrikàners que es van traslladar al Volkstaat. El model es basa en el principi de «treball propi», que exigeix que tots els treballs al Volkstaat siguin realitzats pels seus habitants.
La ciutat va formar part originalment d'una estratègia per crear una majoria afrikàner al nord-oest de Ciutat del Cap fomentant la construcció d'altres ciutats d'aquest tipus, amb l'objectiu final d'una majoria afrikàner a la zona i un etnoestat afrikàner independent entre Orania i la costa oest. Boshoff havia previst originalment una població de 60.000 habitants al cap de 15 anys. Tot i que va admetre que la majoria d'afrikàners podrien decidir no traslladar-se al Volkstaat, va pensar que era essencial que tinguessin aquesta opció, ja que els faria sentir més segurs, reduint així les tensions a la resta de Sud-àfrica.
El desembre de 1990, unes 40 famílies boèrs encapçalades per Carel Boshoff van comprar la ruïnosa ciutat d'Orania per 1,5 milions de rands (585.000 dòlars Eestatunidencs), en nom d'Orania Bestuursdienste (OBD) del Department of Water Affairs. Durant el període previ al trasllat, unes 500 persones negres encara vivien a Orania (aleshores anomenada Grootgewaagd). 64 famílies van ser desallotjades pel Department of Water Affairs a principis de 1991, en un dels últims trasllats forçats a gran escala de l'apartheid. L'abril de 1991 els primers 13 habitants es van traslladar a Orania. L'agost de 1991 la granja Vluytjeskraal es va afegir a Orania. El govern del Partit Nacional liderat per Frederik Willem de Klerk es va oposar a la creació d'un estat afrikàner i a l'existència d'Orania, però no va prendre cap acció creient que fracassaria per si sol.
Orania va escollir el seu propi consell representatiu de transició, una forma temporal de govern local creada després de la fi de l'apartheid, el 1995. La construcció d'un pla de reg per cobrir una àrea 400 hectàrees va començar el 1995 i es va completar l'octubre de 1996. En un gest conciliador, el president Nelson Mandela va visitar la ciutat l'any 1995 per a prendre un te amb Betsie Verwoerd, vídua de l'antic primer ministre Hendrik Verwoerd.
Orania va créixer fins als 200 habitants permanents el 1996. L'any 1998 s'havien invertit 15 milions de rands a la ciutat per a la millora del subministrament d'aigua i electricitat, carreteres i comerços.
El 14 de setembre de 2010, el president de Sud-àfrica, Jacob Zuma, va visitar Orania. Va declarar que l'havien «acollit molt bé», que Orania tenia «idees interessants» i que «els oraniers estaven preparats per viure a Sud-àfrica, però volien un lloc on viure la seva cultura». El maig de 2023, Gayton McKenzie, líder del partit d'extrema dreta Aliança Patriòtica, va visitar la ciutat.
El 2014 es va anunciar un canvi de política. En reconèixer que les expectatives de creixement inicial no s'havien complert, el cap del govern local va argumentar que Orania hauria d'utilitzar els seus recursos limitats per a convertir-se en una «ciutat» d'uns 50.000 habitants. La urbanització es va considerar necessària per a enfortir les institucions culturals, oferir serveis i fer possible un nivell de vida adequat per als residents. No obstant això, l'objectiu final continua sent l'autodeterminació, talment els petits països de Lesotho i Eswatini, que també estan situats a l'interior de Sud-àfrica.
Carel Boshoff IV va rebutjar la paraula «Volkstaat», argumentant que l'ús repetit sense fonaments l'havia portat a convertir-se en un terme abstracte. Tot i que considerava desitjable una nació afrikàner, va considerar connectava amb expectatives poc realistes i anacròniques. La visió d'un Afrikanerstad es va veure com una manera més eficaç d'aconseguir la prosperitat i el poder de decisió. L'agost de 2023 Orania va celebrar una conferència de planificació urbana a Pretòria i es va publicar el nou pla de la ciutat de NewUrban. La ciutat té previst un creixement substancial en el futur amb fins a un milió de residents.